# 莱索卢赫斯
莱索卢赫斯，是西班牙加泰罗尼亚莱里达省的一个市镇。 总面积19平方公里，总人口177人（2001年），人口密度9人/平方公里。